# Erythronium tuolumnense
Erythronium tuolumnense es una especie de planta perteneciente a la familia de las liliáceas. Es endémica de la Sierra Nevada del condado de Tuolumne, California, a partir de los 1500 m de altura a lo largo de Italian Bar Road hasta los 5.000 m de altitud en la cabecera del Deer Creek.

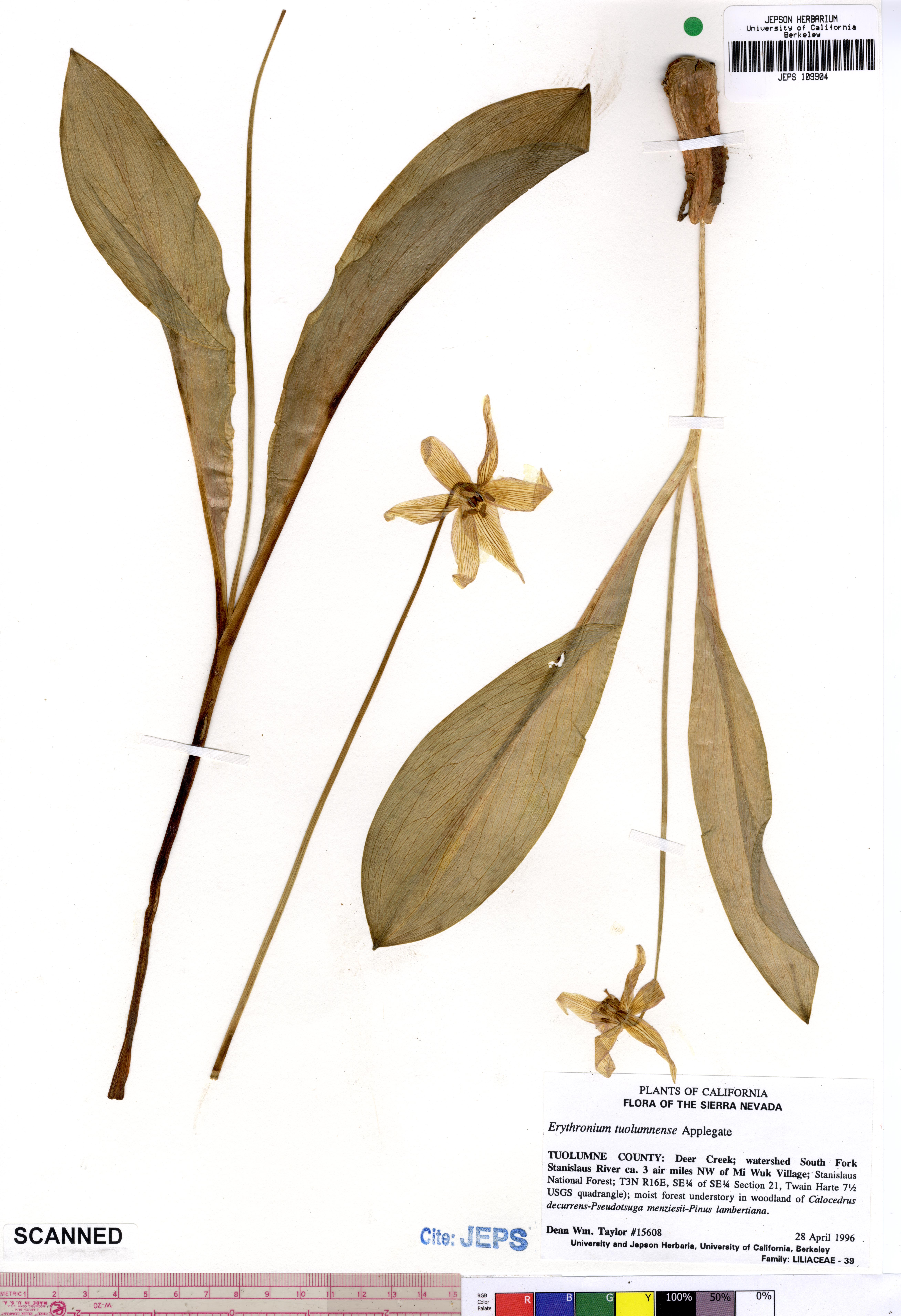
Vista de la planta

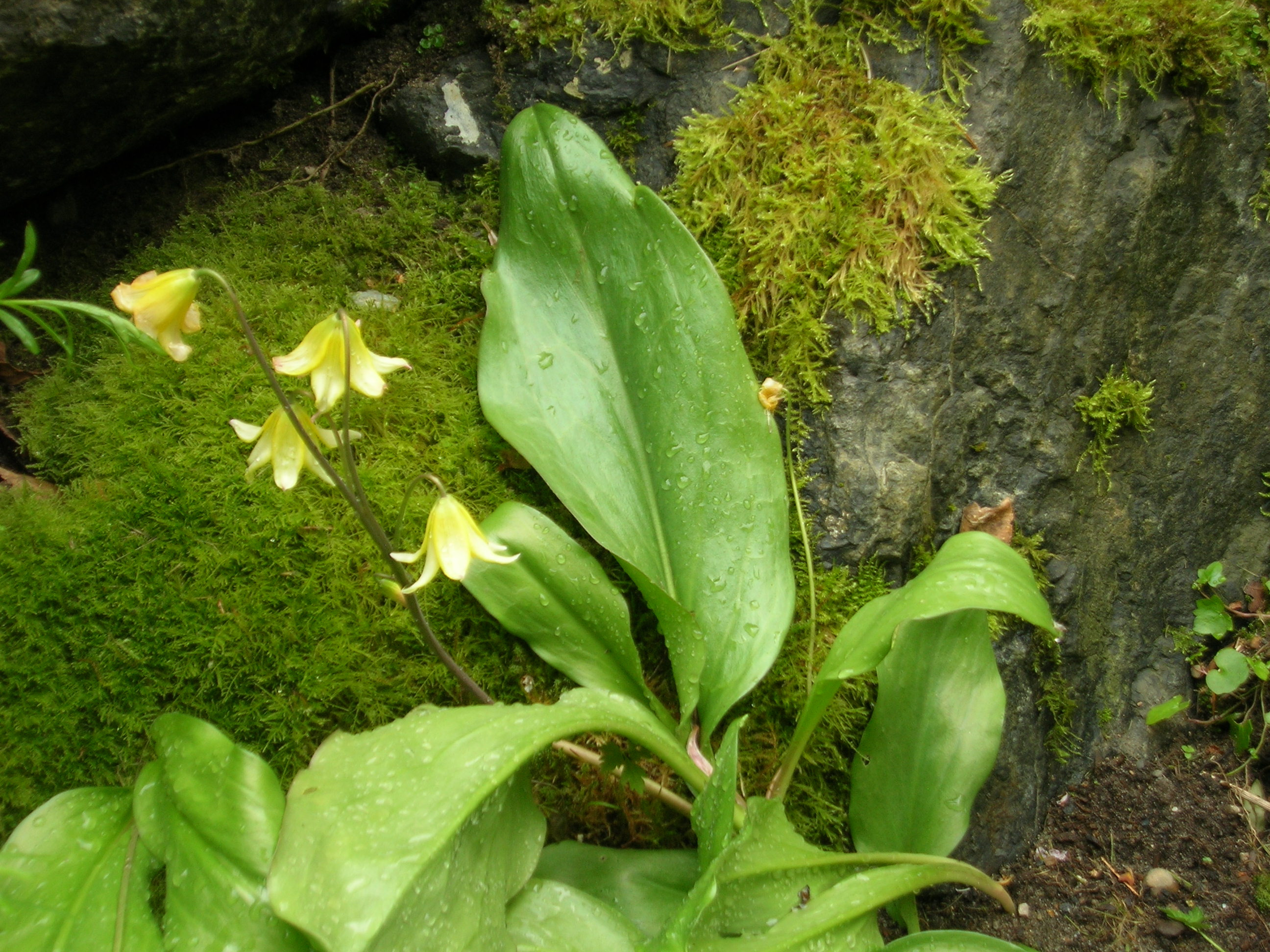
Detalle de la planta

## Descripción
Es una planta perenne que crece de un bulbo de 5-10 cm de ancho, a veces con bulbillos asociados. El bulbo se asemeja a un diente de perro en forma y color, de ahí el nombre de "diente de perro" (que se aplica también a otras especies de erythronium tales como E. dens-canis). Produce dos pequeñas hojas y un tallo rojizo de hasta 35 cm de altura con entre cuatro y cincuenta y nueve flores. La flor tiene tépalos recurvados de color amarillo brillante, un estilo blanco y blancos estambres de punta con grandes anteras amarillas.

## Hábitat
Esta planta rara se ve amenazada por la actividad humana, tales como la tala en su pequeña área de distribución natural.
Habita en los húmedos bosques caducifolios luminosos, esta planta también se encuentra en el cultivo. Las especies y el híbrido cultivar 'Pagoda' han ganado la medalla Award of Garden Merit de la Royal Horticultural Society.

## Taxonomía
Erythronium tuolumnense fue descrita por Elmer Ivan Applegate y publicado en Contributions from the Dudley Herbarium 1(4): 153–154. 1930.
Etimología
Erythronium: nombre genérico que se refiere al color de las flores de algunas de sus especies de color rojo (del griego erythros = rojo), aunque también pueden ser de color amarillo o blanco.
tuolumnense: epíteto geográfico que alude a su localización en el Condado de Tuolumne.